# Río Sechín
El río Sechín es un curso de agua que se encuentra en la región Áncash, Perú y que forma parte de la cuenca hidrográfica del río Casma. También es conocido como el río Loco. El río se encuentra cerca de la ciudad de Casma.
El río nace en la parte occidental de la Cordillera Negra y es tributario del río Casma.